# Ahmed Ben Ahmed
Pour les articles homonymes, voir Ben Ahmed (homonymie).
Ahmed Ben Ahmed (arabe : أحمد بن أحمد) alias Klay BBJ ou Boomaye, né le 17 mars 1989 à Tunis, est un rappeur tunisien originaire de Tunis.

## Biographie
Boxeur, il se convertit au rap après la révolution de 2011 à la suite d'une rencontre avec Mohamed Amine Hamzaoui, qui produit la chanson Zakataka interprétée en duo avec lui et qui défend la consommation de cannabis. Il acquiert peu à peu une certaine notoriété dans le milieu du rap local en défiant les autorités et en dénonçant l'injustice. Dans ce contexte, il est l'objet de plusieurs poursuites judiciaires.
Accusé d'avoir interprété des chansons injurieuses pour les autorités, Ben Ahmed ainsi qu'Ala Edine Yacoubi, alias Weld El 15, sont interpellés le 22 août 2013 à Hammamet puis condamnés à 21 mois de prison ferme (douze mois pour outrage à fonctionnaires, six mois pour calomnie et trois mois pour atteinte aux bonnes mœurs) par contumace. Ben Ahmed décide de faire opposition du jugement : sa condamnation est réduite à six mois de prison le 26 septembre, avant qu'il n'obtienne un non-lieu le 17 octobre.
Le 17 octobre 2015, il est à nouveau interpellé avec un autre rappeur et une troisième personne et placé en garde à vue, selon des accusations de détention et consommation de cannabis, avant d'obtenir un non-lieu le 21 octobre.
Le 14 novembre 2019, il s'oppose à la chroniqueuse de l'émission Oumour Jeddiya, Beya Zardi, sur la place accordée à l'ancien président de la République Habib Bourguiba, ce qui conduit à un clash via la diffusion d'une vidéo comportant des injures à connotation sexuelle et au dépôt d'une plainte de la part de Zardi.

## Répertoire
- Al Borken
- Al Falega avec Sniper MC
- Al Ghadhab
- Al Karar
- Al Masrah
- Al Mataha
- Baladi Al Theni
- Bel Bountou
- Bled El Melelim
- Charrani
- Chilouna
- Dima Labes avec Rayen Youssef[7]
- Ekram El Mayet
- El Insaniya avec Mohamed Amine Hamzaoui
- El Mo5 Cheb
- El Wakt Hkom
- Fou[2]
- From Scratch
- Ghader Lasshab avec Mohamed Amine Hamzaoui
- Ghodwa Khir
- Goum Barawah
- Haftarich
- Hayem
- Hchinahoulna avec Phenix
- Hommage au mort[2]
- Jounta Abla Nawm
- Kalimat Lakamat
- Kounfa
- Lettre d’excuse[2]
- Ma Yhebouch Lehtiram
- No Pasaran[2]
- Nous ne sommes pas à vendre[2]
- On s'est entubé nous-mêmes avec Phenix[2]
- Palestine avec Mohamed Amine Hamzaoui
- Quand ?[2]
- R.B.J
- Ritouchi avec Mohamed Amine Hamzaoui
- Tawdhih
- Travail, liberté et dignité nationale[2]
- Vermines[2]
- Virez-le[2]
- Vous voulez l'urine avec Phenix[2]
- Waktech avec Mohamed Amine Hamzaoui
- Wouhouch
- Yal Echra avec Mohamed Amine Hamzaoui
- Yhebouni Nedwen
- Zakataka avec Mohamed Amine Hamzaoui[2]
- Zawali Ayech avec Mohamed Amine Hamzaoui et Bendir Man